# Umarkote
Umarkote es una ciudad y comité de área notificada situada en el distrito de Nabarangapur en el estado de Odisha (India). Su población es de 28993 habitantes (2011). Se encuentra a 428 km de Bhubaneswar. 

## Demografía
Según el censo de 2011 la población de Umarkote era de 28993 habitantes, de los cuales 14640 eran hombres y 14353 eran mujeres. Umarkote tiene una tasa media de alfabetización del 75,08%, superior a la media estatal del 72,87%: la alfabetización masculina es del 82,25%, y la alfabetización femenina del 67,77%.